# Phyllanthus gomphocarpus
Phyllanthus gomphocarpus är en emblikaväxtart som beskrevs av Joseph Dalton Hooker. Phyllanthus gomphocarpus ingår i släktet Phyllanthus och familjen emblikaväxter. Inga underarter finns listade i Catalogue of Life.